# Carl Philipp Emanuel Bach
Carl Philipp Emanuel Bach (vagy más néven Hamburgi Bach) (Weimar, 1714. március 8. – Hamburg, 1788. december 14.) német zeneszerző, orgonista, csembalista, a zenei klasszicista stílus megalkotója, Johann Sebastian Bach második fia.

## Élete

### Tanulmányai
Carl Philipp Emanuel Bach Johann Sebastian és Maria Barbara Bach második fia volt. Egyértelmű, hogy apján kívül nem volt más zenetanára és az sem valószínű, hogy a billentyűs hangszereken kívül más hangszereken is komolyabban megtanult volna játszani. Apja érdeklődése a francia és olasz muzsika iránt, az Európa különböző vidékeiről származó zenészek látogatásai a Bach családnál, és az a sokféle stílusú, műfajú és nemzetiségű zenei kompozíció, amelyekkel apja révén ismerkedett meg, gazdag zenei tapasztalattal látta el. Drezdában pár operaelőadáson is részt vehetett, de valószínűleg az opera volt az egyetlen, viszonylag ismeretlen zenei műfaj a számára.
A lipcsei Tamás-iskolában alapos általános képzésben is része volt, annak ellenére, hogy az iskola akkoriban már hanyatlásnak indult. A Lipcsei Egyetemre 1731. október elsején iratkozott be, hogy jogtudományt hallgathasson. Közben apja legfontosabb zenei asszisztensének számított, és 1733-ban sikertelenül megpályázott egy naumburgi orgonista állást is. 1734-től Oderafrankfurtban folytatta jogi tanulmányait, ahol 1738-ig volt az egyetem hallgatója. Közben csembalótanárként kereste a kenyerét, valamint alkalmi hangversenyek, szertartások zenéjét komponálta vagy vezényelte.
Első ismert zenedarabjait még apja felügyelete mellett írta az 1730-as évek elején. Huszonnégy éves koráig párhuzamosan folytatta hivatásos zenészi karrierjét és szokatlanul széles egyetemi tanulmányait. Apja tanácsát követve megpróbálta a jog és a zene területén végezett tevékenységét is a legtovább fenntartani. Akkoriban a jogi tanulmányok az egyetemi tanulmányok legmagasabb fokát jelentették, és több barokk zeneszerző (köztük Händel, Schütz, Agricola stb.) is folytatott jogi tanulmányokat.
Johann Sebastian Bach több fiát is beíratta a lipcsei egyetem jogi karára, hogy megszerezhessék azt a végzettséget, amellyel lehetőségük volt elkerülni azokat a megaláztatásokat, amiket egyszerű zenészként neki el kellett szenvednie. Carl Philipp Emanuel volt az, aki fiai közül a leginkább felismerte az oktatás értékét. A zeneszerzőket ugyanis csak oktalan szolgáknak tartották a korszakban, de ha egyetemi végzettségük volt, már egyenrangú intellektuális partnerként néztek rájuk. Philipp Emanuel egész életében előnyben részesítette a literátusok társaságát az egyszerű zenészekével szemben.

### II. Frigyes szolgálatában
Philipp Emanuel 1738-ban Berlinbe utazott. Itt találkozott Heinrich Christian Keyserlingk gróffal, aki drezdai orosz nagykövet volt, és akit a tervek szerint elkísért volna szokásos külföldi útjára mint házitanító. A gróf apja Hermann Keyserlingk volt, akinek Johann Sebastian Bach a Goldberg-variációkat írta, és aki ezután Bach jó barátja lett. De közben meghívást kapott Ruppinba is, az akkori koronahercegtől, a későbbi Nagy Frigyes porosz királytól. Végül lemondta az utazást (amit később megbánt) és Ruppinba utazott.
Szerződtetésekor már tizennégy zenész állt a herceg szolgálatában, akik elsősorban kamarazenét adtak elő. Frigyes fuvolán működött közre, a zenekarnak tagja volt Johann Joachim Quantz, a Benda- és a Graun fivérek. Azt nem lehet tudni, pontosan mi is váltotta ki a herceg érdeklődését Philipp Emanuel iránt, de mivel a zenekar nem hivatalosan működött, ezért két évig (vagyis II. Frigyes trónra lépéséig) Philipp Emanuelt nem nevezték ki hivatalosan a Ruppinban és Rheinsbergben zenekar zenészévé. Fizetése is a legalacsonyabb volt a zenészek között, apja helytelenítette is itteni tevékenységét.

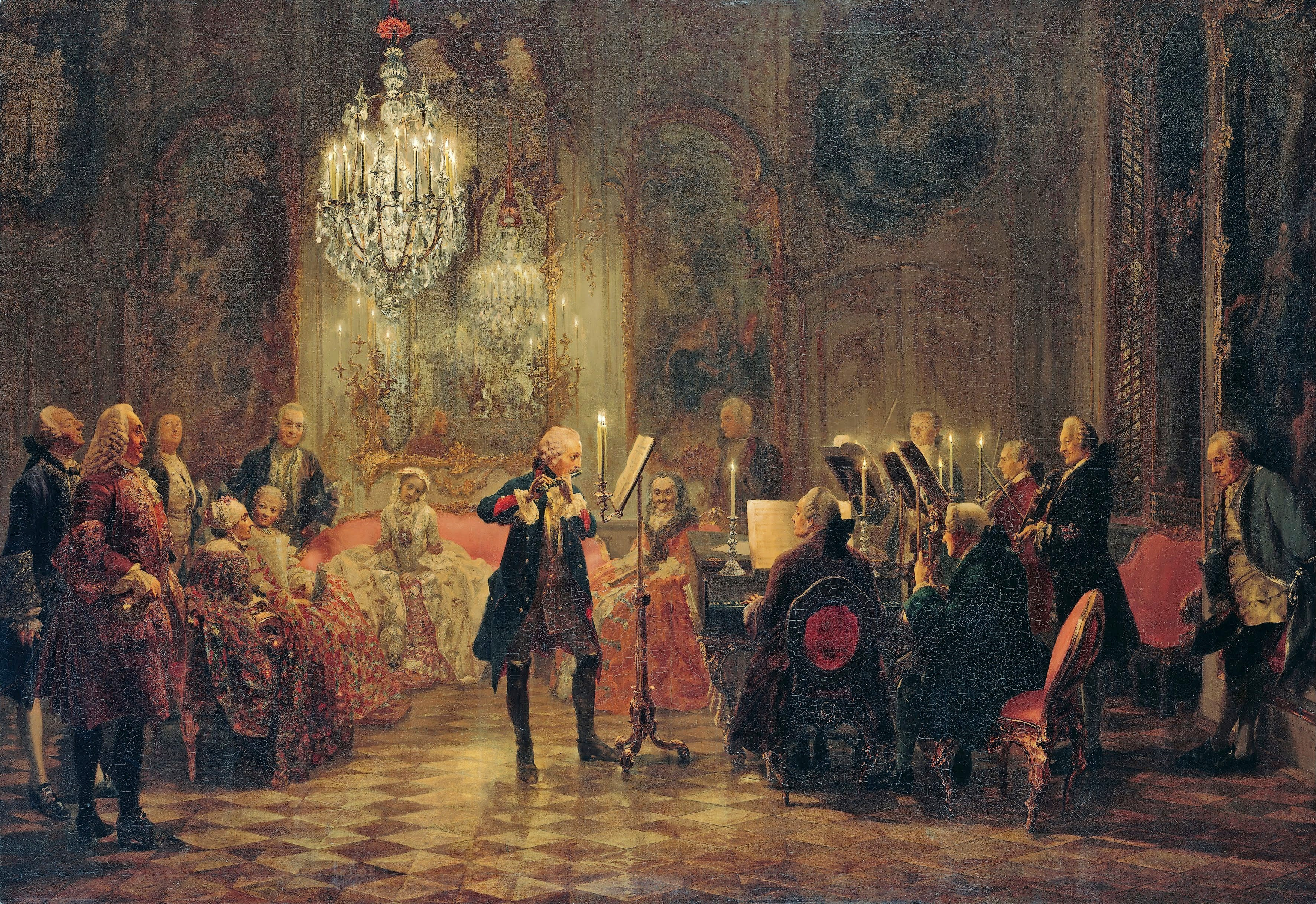
Adolph Menzel: II. Frigyes porosz király egyik hangversenyét ábrázoló festménye

Philipp Emanuel végül csaknem harminc évig állt Nagy Frigyes szolgálatában, fő funkciója a királyi kamarazenélés kísérete volt. A kamarazenei estekre pedig hetente legalább háromszor mindig sor került, négyhetenként a zeneszerzőt egy másodcsembalista váltotta fel. 1742-ben megnyitották a Berlini Operát. Elkezdtek özönleni az olasz művészek a városba. Emanuelnek pedig lehetősége volt megismerkedni Carl Heinrich Graun vagy Johann Adolph Hasse operáival, és bár ő maga operát nem komponált, azért hatással volt rá az opera seria drámai stílusa. Szép példái ennek az 1743-ban Frigyesnek ajánlott Porosz, illetve a következő évben tanítványának, Carl Eugen württembergi hercegnek ajánlott Württembergi szonáták. 1744-ben feleségül vette Johanna Maria Dannemannt, egy kereskedő lányát. Emanuelt apja kétszer látogatta meg: először 1741-ben, majd 1747-ben. Johann Sebastian második látogatásakor találkozott Nagy Frigyessel is.
II. Frigyesnek rendkívül ódivatú zenei ízlése volt, és ritkán játszatta Emanuel műveit. Általában Quantz fuvoladarabjait vagy saját szerzeményeit adatta elő zenekarával, nem ismerte fel Emanuel zenei nagyságát. A zeneszerző nem volt elégedett a porosz udvarban betöltött pozícióival, ezt bizonyítja az is, hogy 1753-ban megpályázta a zittaui kántori állást. Bére meglehetősen alacsony volt, olykor tanítványai is többet kerestek a zenekari fellépések alkalmával, és járandóságát akkor sem emelte a király, amikor  ő lemondását helyezte kilátásba. A sikertelen zittaui állás pályázat után 1755-ben megpályázta a lipcsei Tamás-templom kántori állását is, de ismét elutasították.
1756-ban aztán kitört a hétéves háború, ami hosszú évekre megbénította a zenei életet. Az udvari alkalmazottakat papírpénzben kezdték kifizetni, aminek értéke rohamosan csökkent, a hadakozó Nagy Frigyes zene iránti érdeklődése lecsökkent, és a háború után is csak kis mértékben tért vissza. Emanuel ezért tanítványokat vállalt a királyi udvarban és azon kívül is. 1750–1754 között gondjaiba vette Johann Christian Bachot, aki hozzáköltözött és a legfontosabb tanítványa lett. Eközben nagyszabású zeneszerzői és írói tevékenységet is folytatott. Az 1753-ban megjelent Versuch über die wahre Art des Clavier zu spielen című munkájával alapozta meg billentyűs tanárként hírnevét.
Barátai java része a város irodalmár és kereskedelmi köreiből került ki. Közeli ismeretséget ápolt Lessinggel vagy Sara Levyvel, aki Mendelssohn dédanyja volt és szorgalmasan gyűjtötte a Bach família zeneműveit kottatárában. Otthonában tovább folytatta a Bach család vendégszerető hagyományait. Többek között Baldassare Galuppi látogatását is fogadta.

### Búcsú Berlintől
1763-ban véget ért a hétéves háború, de a király nem akarta kárpótolni zenészeit a korábbi években elszenvedett nélkülözésekért. Emanuel nyíltan tudatta az uralkodóval elégedetlenségét, majd más álláslehetőségek után nézett. Már jó ideje rendszeresen levelezett Georg Philipp Telemann-nal, aki a keresztapja volt. Kottákat cseréltek, megvitatták Emanuel berlini, Telemann hamburgi dolgait. Telemann Hamburgban kántor és zeneigazgató volt és 1767-ben bekövetkezett halálakor Emanuel jó esélyekkel pályázott posztja elnyerésére. Valószínű, hogy Telemann maga is javasolta utódjául keresztfiát, de segítette jelölését az elhunyt unokájának, Georg Michael Telemann-nak az ajánlása is.
II. Frigyes nehezen akarta elbocsátani szolgálatából. Neheztelt rá viselkedése miatt. A zeneszerző egymás után adta be ismételt kérelmeit, végül koholt egészségi problémáira hivatkozott. Frigyes nagy nehezen engedett. Kétségtelen, hogy az utolsó években már több dolog miatt is ellenszenvet tápláltak egymás iránt, de az uralkodó továbbra is nagyra becsülte egykori zenésze tehetségét.

### Hamburgi évek
Új hamburgi posztját 1768 márciusában foglalta el, de formálisan csak április 19-én iktatták be, a bonyolult beiktatási ceremónia elvégzése után. Philipp Emanuel a helyi latin gimnázium, a Gelehrtenschule des Johanneums kántora, valamint a város öt fő templomának zeneigazgatója volt. Részesült abban a kiváltságban, amely megengedte neki, hogy saját pénzén az iskolai oktatásban segéderőt foglalkoztasson. Új állása hatalmas feladatot rótt rá: az öt templomban évente körülbelül 200 zenei előadást kellett tartania, zenét kellett komponálnia az iskola számára, gyászzenéket a temetésekre, és alkalmi, köszöntő darabokat a lelkészek beiktatási ceremóniájára vagy újonnan beiktatott városi tisztviselők tiszteletére, sőt a városba érkező előkelőségek köszöntésére. Természetesen olykor Emanuel is mások műveivel helyettesítette sajátjait, illetve esetenként mások műveiből ollózott össze darabokat. Mivel az iskolában és az öt templomban végzett feladatokért külön pénzt kapott még az alapfizetése mellé, nagyon jól járt anyagilag az új pozícióival.

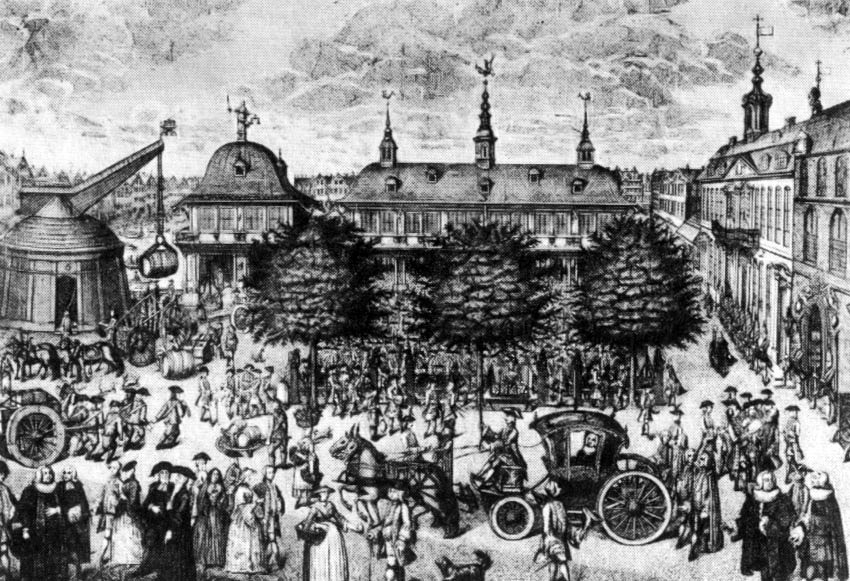
Hamburg a 18. században

A zeneszerző gyakorlatilag az egyetlen nagy formátumú zenész volt a városban, ennek következtében jócskán talált alkalmat vállalkozói tehetsége kibontakoztatására. Nem sokkal beiktatása után például hangversenysorozatot szervezett a saját szakállára. De néhány szezon múlva beszüntette zenés estjeit, mert a városi klubok, összejövetelek, piknikek és sportesemények túl nagy konkurenciát jelentettek számára. Más vállalkozásai sikeresebbnek bizonyultak: tanárként nagy hírnévre tett szert, de személyesen irányította egyházzenei művei librettóinak, zenedarabjainak kiadását és forgalmazását, ezenkívül kereskedelemmel is foglalkozott.
A hamburgi évek alatt Philipp Emanuelnek egyházi zeneszerzőként is bizonyítania kellett. Korábban mindössze egyetlen számottevő egyházi művet írt. A mennyiségi követelmény miatt a nem publikálásra szánt egyházi műveinek nagy része Telemann, Johann Christian Bach, Johann Sebastian Bach és mások zenéjéből összeollózott részletek keveréke volt. A korszakban ez nem volt olyan nagy vétség. Azonban Emanuel mindezek ellenére megmaradt elsősorban hangszeres zeneszerzőnek.
1788. december 14-én „heveny mellkasi betegség” következtében hunyt el.

### Hagyatéka
Apja halála után Emanuel tulajdonába került az úgynevezett „Alt-Bachisches Archiv”, amely a Bach család tagjainak portréit, kottáit és egyéb dokumentumait tartalmazta. A hétéves háború kitörésekor Emanuel áruba bocsátotta A fúga művészetének rézlemezeit, emiatt sokat bírálta az utókor. Csakhogy ezt egyrészt azért tette, mert ettől remélte a mű megjelentetését, másrészt tisztában volt avval, hogy a több mint ötven rézlemez cipelése Berlin esetleges evakuálása esetén nem lett volna egyszerű feladat. Ettől eltekintve azonban azt lehet mondani, hogy a zeneszerző tiszteletteljesen megőrizte apja kottáit és a család egyéb dokumentumait. Amit ma a különböző Bach-gyűjteményekben fellelhetünk, az hajdanán jórészt az ő tulajdona volt.
A zeneszerző halála után felesége és lánya áruba bocsátotta kéziratait és a Bach-gyűjtemény jelentős részét is. Ennek következtében a zenészportrékból álló gyűjtemény szétszóródott, de a kották többsége egyben maradt: Georg Pölchau, a berlini Singakademie későbbi könyvtárosa vásárolta meg őket. Az ő gyűjteménye, Emanuel műveinek autográf kézirataival és azok másolataival, ma a berlini Staatsbibliothek gyűjteményében lelhető fel.
Műveinek másik jelentős gyűjteménye volt a J. J. H. Westphal által, még a zeneszerző életében összeállított kottatár. Westphal schwerini orgonista volt, és egy időben rendszeresen levelezett Emanuellel, így az ő gyűjteménye a zeneszerző felügyelete alatt állt össze. A részletesen katalogizált gyűjteményt a 19. században F. J. Fétis szerezte meg, majd 1871-ben az ő hagyatékából a belga kormány vásárolta meg. Ez a gyűjtemény jelenleg a belga királyi könyvtár és a brüsszeli konzervatórium tulajdonában van.

### Viszonya a Bach családhoz és gyermekeinek sorsa
Johann Sebastian Bach halála után második felesége Maria Magdalena tíz éven át jótékonysági adományokon tengődött, majd 1760-ban, szegényházi asszonyként halt meg. Mostohafiai és fiai közül egyedül Emanuel küldött neki rendszeresen valamennyi pénzt, de a földrajzi távolság, majd a háború kitörése megnehezítette kapcsolattartásukat. Általában véve igaz, hogy Johann Sebastian Bach fiai igen távolra kerültek egymástól, nem csak földrajzilag. Emanuel csak Johann Christiannal került hosszabb ideig közelebbi kapcsolatba, illetve egy rövid ideig barátságos üzleti kapcsolatot ápolt Johann Christoph nevű Bückeburgban élő féltestvérével.
Emanuel gyermekei egyike sem lett zenész. Első fia, Johann August (1745–1789) jogász lett. Második gyermeke, Johann Sebastian, festőnek készült, ígéretes tehetségnek is mutatkozott, 1778-ban hosszas betegeskedés után Rómában fiatalon elhunyt. Lánya, Anna Carolina Philippina (1747-1804) nem ment férjhez és mivel egyik testvérének sem volt gyereke, vele kihalt a család Carl Philipp Emanuel ágán. A család tagjait, a Rómában meghalt fiú kivételével, a hamburgi Michaeliskirche altemplomában temették el. A sírt 1925-ben Heinrich Miesner fedezte fel.

## Munkássága
Emanuelnek láthatólag kétféle mércét kellett szem előtt tartania pályafutása során: a közönség és patrónusai elvárásait, valamint a sajátját. Ezt a kettősséget még művei címei is tükrözik. Mivel jobban szerette a gyakorlatot az elméletnél, ezért szívesebben játszotta, mint magyarázta a zenét. Ezt a gyakorlatias gondolkodást semmi sem szemlélteti jobban, mint műjegyzéke, melynek szembeötlő sajátossága az átiratok, alternatív változatok, revíziók, variánsok nagy száma. Ha egyik darabja később nem passzolt, akkor egyszerűen átszabta.
Zenekritikáiban megdöbbentően modern gondolatokat fogalmazott meg. Bírálta a felszínes zenekritikusokat és zenészeket, messze föléjük emelkedett mesterségbeli tudása és eredetisége révén. 1788-ban részletes és sokatmondó cikket jelentetett meg névtelenül Johann Sebastian Bach és Händel zenéjének összehasonlításáról. Ebből az írásából is jól látszik, hogy tudatában volt apja zenei nagyságának és jelentőségének.

### Billentyűs zenéje
Művészetének középpontjában mindvégig a szóló billentyűs zene állt. Legszemélyesebb kifejezőeszköze a klavichord volt, de életének utolsó éveiben egyre többet komponált zongorára is. A klavichord soha sem vált népszerű hangszerré a Német-római Birodalom határain túl, és még német nyelvterületen is hamar feledésbe merült, de Emanuel állhatatosan pártolta a hangszert.
Első jelentős billentyűs darabjai az 1742-ben megjelentett Sei sonate per Cembalo című gyűjteményben láttak napvilágot. A gyűjteményt II. Frigyesnek ajánlotta a zeneszerző, ezért gyakran csak Porosz szonáták címen emlegetik. A gyűjtemény darabjai három tételből állnak: két gyors tempójú tétel fogott közre egy lassú tételt. A nyitó tételekben már találkozhatunk a klasszikus szonátaforma korai alkalmazásával, de általában még kisebb dimenziókban. Emellett azonban még megtalálhatóak bennük a barokkra jellemző számozott basszusok, illetve a Johann Sebastian művészetére visszautaló két-három szólamú lineáris szerkezetek. A zeneszerzőre később jellemző expresszív hangzó beszéd már megnyilvánult a recitativikus formákban, a kadenciákban és az arioso-betoldásokban.

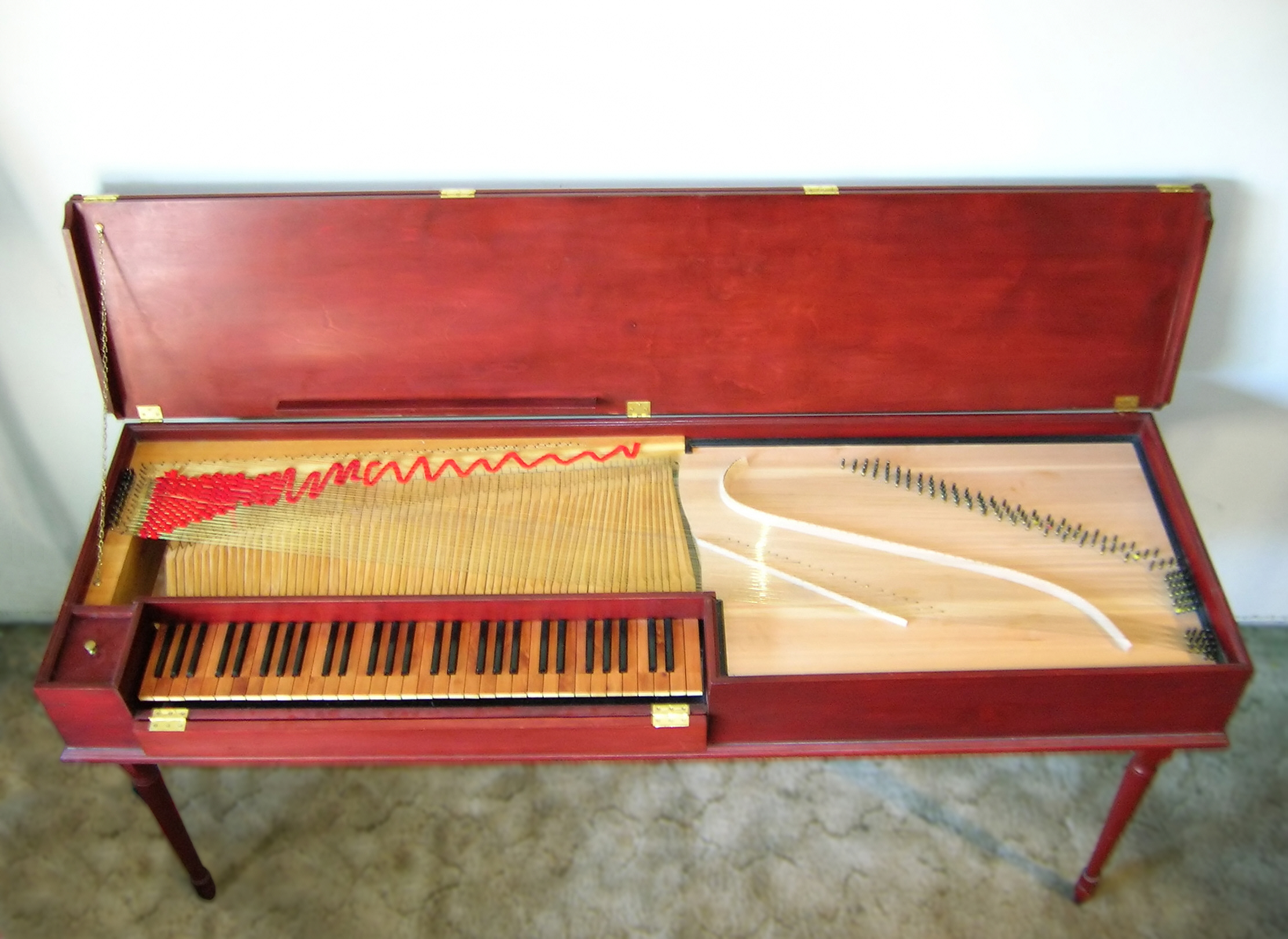
A zeneszerző kedvelt hangszere, a klavichord

Két évvel később Emanuel újabb gyűjteményt adott ki Sei Sonate per Cembalo címmel. A műveket ezúttal a württembergi hercegnek ajánlotta, ezért ezeket a darabokat gyakran emlegetik Württembergi szonáták címen. Ezek teltebb hangzásúak a Porosz szonátáknál. Jellemző rájuk, hogy halmozzák az éles dinamikai kontrasztokat. A zeneszerző lassú szakaszokat iktatott be a gyors tempó jelzésű tételekbe. A meglepő harmóniai késleltetések állandó érzelmi váltakozásokat idéznek elő. Ezekkel szemben a tematikus anyag biztosítja a mű egységét. A szonáták mintául szolgáltak Haydn zongoramuzsikája számára is.
1760-ban láttak napvilágot az Amalia porosz hercegnőnek ajánlott Amalia-szonáták, Sechs Sonaten fürs Clavier mit veränderten Reprisen címmel. Ezeknek jelentősége, hogy a kottaképükben a díszítések már nem a játékos ízlésére vannak bízva, hanem a kezdők és a műkedvelők részére rögzítve vannak. Ezzel a zeneszerző, a hangszeres zene pontos rögzítésére irányuló általános tendenciának kívánt eleget tenni.
1779-1787 között készült a Zongoraművek értőknek és műkedvelőknek című gyűjtemény, amely 37 szonátát, fantáziát és rondót tartalmazott. A hat kötet közül már csak az első készült csembalóra vagy clavichordra. A darabok a második kötettől már kifejezetten kalapácszongorára készültek. A szonáták legtöbbször háromtételesek, menüett nélkül, és a szonáta stílus már eléri a forma klasszikus hármasságát. A szonátaformában írt tételeknél a kidolgozás és a repríz világosan elkülönül, és néha megjelenik egy éneklő második téma is. A tételek attacca-kapcsolódása már egyenesen Beethovent előlegezi meg. A fantáziák az ékesszólás elve szerint készültek: improvizatív elemek jelennek meg bennük, merész harmóniákkal és gyakran ütemjelzés nélküli lejegyzéssel. A rondo darabokat üzleti fogásként műkedvelőknek szánta.
Sajnos Emanuel billentyűs zenéjét a mai érdeklődő nem értheti meg a maga teljességében. Ugyanis ma már a klavichord nehezen hozzáférhető, kevés zenész játszik rajta és ritkán került elő a hangversenytermekben. Így jobbára fortepianón vagy csembalón adják elő az erre a hangszerre írt darabjait is.

### Zenekari és kamaraművek
Versenyműveiben Emanuel igazi csembaló virtuóz volt. Az ő és testvérének, Johann Christiannak a csembalóversenyei jelentik az összekötő kapcsot apjuk csembalóversenyei és Mozart zongoraversenyei között. Emanuel a Bach-Vivaldi-féle ritornell eljárást ötvözte a szonátaforma alapelveivel, így az észak-német concerto típus legkifinomultabb képviselője tudott lenni. A versenyművek általában háromtételesek voltak, gyors-lassú-gyors tempó jelzésekkel. A szólista és a zenekar között a zeneszerző finom egyensúlyt alakított ki, így biztosított mindkettőjük számára erőteljes szerepet. Mivel ezek a darabok széles közönségnek készültek, ezért zenei szövetük sokkal homofónabb, harmóniaritmusuk lassúbb, a basszusban pedig hosszú hangismétlődéses szakaszok jelentkeznek. A darabok bőséges lehetőséget kínálnak az előadók számára virtuozitásuk megcsillogtatására.
1755–1762 között vetette papírra kilenc Berlinben írt szimfóniáját. Vonósokra és fúvósokra komponálta őket, három tételben (gyors/lassú/gyors). A csembalót számozott basszusként alkalmazta bennük, fúgaszerű szakaszokat, továbbszövéses technikát is alkalmazott írásuk közben vagyis a régebbi stiláris jegyek még meghatározóak voltak.
Vélhetőleg II. Frigyes használatára keletkezett 11 fuvolaszonátája harántfuvolára. A darabokban a kísérttel szemben előtérben áll a fuvolaszólam gáláns fordulatokkal, olykor briliáns skálamenetekkel és nagy ugrásokkal. A basso continuo alárendelt szerepet játszik. A művek általában háromtételesek növekvő alap tempóval. A középső tételek általában a különféleképpen kialakított szonátaformában íródtak.
Kamaradarabjai közül jelentős 1746-ban két hegedűre és basso continuóra írt triója. A darab egy melankolikus és egy szangvinikus vérmérsékletű ember konfrontációjának zenei ábrázolása. Az ellentéteket a kontrasztáló tematika, a tempóváltások és dúr–moll váltakozás teremti meg.
Az 1788-ban komponált három kvartettje zongorára, fuvolára, brácsára és basso continuóra Joseph Haydn vonósnégyeseinek a hatására készült, és áttörést jelentett a bécsi klasszikusok stílusához. Ezekben Emanuel már nem használta a számozott basszust, a hangszerek elvi egyenjogúságát figyelembe véve valamennyi hangszert szerepeltette bennük szólisztikus szerepben.

### Vokális művei
Hamburgi éveiben óriási igény volt kórusművek komponálására, de akkoriban már az evangélikus egyházzene hanyatlani kezdett. Emanuel ezért igyekezett szakítani a tradícióval kórusműveiben. A leggyakrabban elutasított technika az ellenpont volt. A kontrapunkt helyére több esetben a kromatikát léptette, jellemző volt rá, hogy aprólékosan dolgozta ki a dinamikai szinteket, egyszerűsítette a ritornell-technikát. Általában kiírta a variáltan ismétlődő szólamokat is a partitúrában. Áriáit általában a da capo forma szerint építette fel. Kórusműveinek szövege és zenéje is általában mentes a korabeli evangélikus egyházzene szentimentális hangvételétől.

## Művei
C. Ph. E. Bach műveit Alfred Wotquenne rendszerezte, innen a „Wq” szám.
- Esz-dúr csembaló-zongora kettősverseny
- Württembergi szonáta no. 1 (a-moll)
- Württembergi szonáta no. 6 (h-moll)
- Berlini szimfóniák (Esz-Dúr Wq 179, F-Dúr Wq 181, C-Dúr Wq 174, F-Dúr Wq 175, Wq173, Wq 178, Wq 179)
- Csembalóverseny, Wq 20
- Csellóverseny, Wq 170
- 4 zenekari sinfonia, Wq 183
- Oboaversenyek, (B-dúr, Esz-dúr)
- a-moll oboa-szólószonáta
- Trió hegedűre, fuvolára és basso continuóra (C-dúr Wq 147, B-dúr Wq 143)
- Duó hegedűre és fuvolára, Wq 140
- Phyllis and Thirsis, Wq 232
- Szonáták harántfuvolára és zongorára (Nr. 1 D-dúr Wq 83, Nr. 2 E-dúr Wq 84, Nr. 3 G-dúr Wq 85, Nr. 4 G-dúr Wq 86, Nr. 5 C-dúr Wq 87)
- Sinfonia a tre voci (D-dúr)
- 12 variáció a La folia c. dallamra, Wq 118/9
- c-moll triószonáta 'sanguineus and melancholicus' Wq 161/1
- D-dúr szonáta viola da gambára, Wq 137
- B-dúr triószonáta, Wq 158
- Flötenquartette, Wq 93-95
- 6 szimfónia hegedűre és basso continuóra (G-dúr Wq 182/1, B-dúr Wq 182/2, C-dúr Wq 182/3, A-dúr Wq 182/4, H-moll Wq 182/5, E-dúr Wq 182/6)

## Kapcsolódó lapok
- Tillmann J. A.: A szív érvei és az értelem érzései. C. Ph. E. Bach és az átmeneti korszak kérdései, 2000 2013 / 6